# Walckenaeria perdita
Walckenaeria perdita är en spindelart som först beskrevs av Chamberlin 1948.  Walckenaeria perdita ingår i släktet Walckenaeria och familjen täckvävarspindlar. Inga underarter finns listade i Catalogue of Life.